# Fortis Inc.
Fortis Inc. ist ein kanadisches Energieversorgungsunternehmen mit Sitz in St. John’s, Neufundland.
Das Unternehmen wurde 1987 gegründet, als Gesellschaftseigner des Unternehmens Newfoundland Power Unternehmensteile abspalteten und hieraus Fortis als eigenständige Gesellschaft gründeten. Das Unternehmen ist im Aktienindex S&P/TSX 60 gelistet. 2003 erwarb Fortis Inc. Unternehmensbereiche vom US-amerikanischen Erdgasproduzenten Aquila, Inc.

## Beteiligungen
- Newfoundland Power, versorgt 85 % der Bevölkerung von Neufundland und Labrador mit Elektrizität
- Maritime Electric, versorgt 90 % der Bevölkerung von Prince Edward Island mit Elektrizität
- FortisOntario, ein Holdingunternehmen für „Canadian Niagara Power“ und „Cornwall Electric“
- FortisAlberta, ein Holdingunternehmen für erworbene Anteile vom Unternehmen Aquila, Inc.
- FortisBC, ein Unternehmen in British Columbia
- Belize Electricity Limited, ein Unternehmen in Belize
- Caribbean Utilities, ein Unternehmen auf den Cayman Islands
- Terasen Gas, ein Unternehmen, das 95 Prozent der Erdgasnutzer in British Columbia mit Erdgas versorgt